# Saint-Jean-de-Monts
Saint-Jean-de-Monts – miejscowość i gmina we Francji, w regionie Kraj Loary, w departamencie Wandea.
Według danych na rok 1990 gminę zamieszkiwało 5 959 osób, a gęstość zaludnienia wynosiła 97 osób/km² (wśród 1504 gmin Kraju Loary Saint-Jean-de-Monts plasuje się na 63. miejscu pod względem liczby ludności, natomiast pod względem powierzchni na miejscu 35.).